# دلیا رامیرز
دلیا کاتالینا رامیرز (زاده ۲ ژوئن 1983) یک سیاستمدار آمریکایی است که از سال ۲۰۲۳ به عنوان نماینده ایالات متحده از ناحیه سوم کنگره ایلینوی خدمت می‌کند.
او که عضو حزب دمکرات بود، از سال ۲۰۱۸ تا ۲۰۲۳ به عنوان عضو مجلس نمایندگان ایلینویز برای ناحیه ۴ خدمت می‌کرد.